# Riesové ze Stallburgu
Riesové ze Stallburgu (německy Riese von Stallburg nebo jen Riese-Stallburg) je někdejší rod svobodných pánů, rytířů a později baronů původem z Hesenského krufiřtství, žijící v Českém království.

## Původ rodu

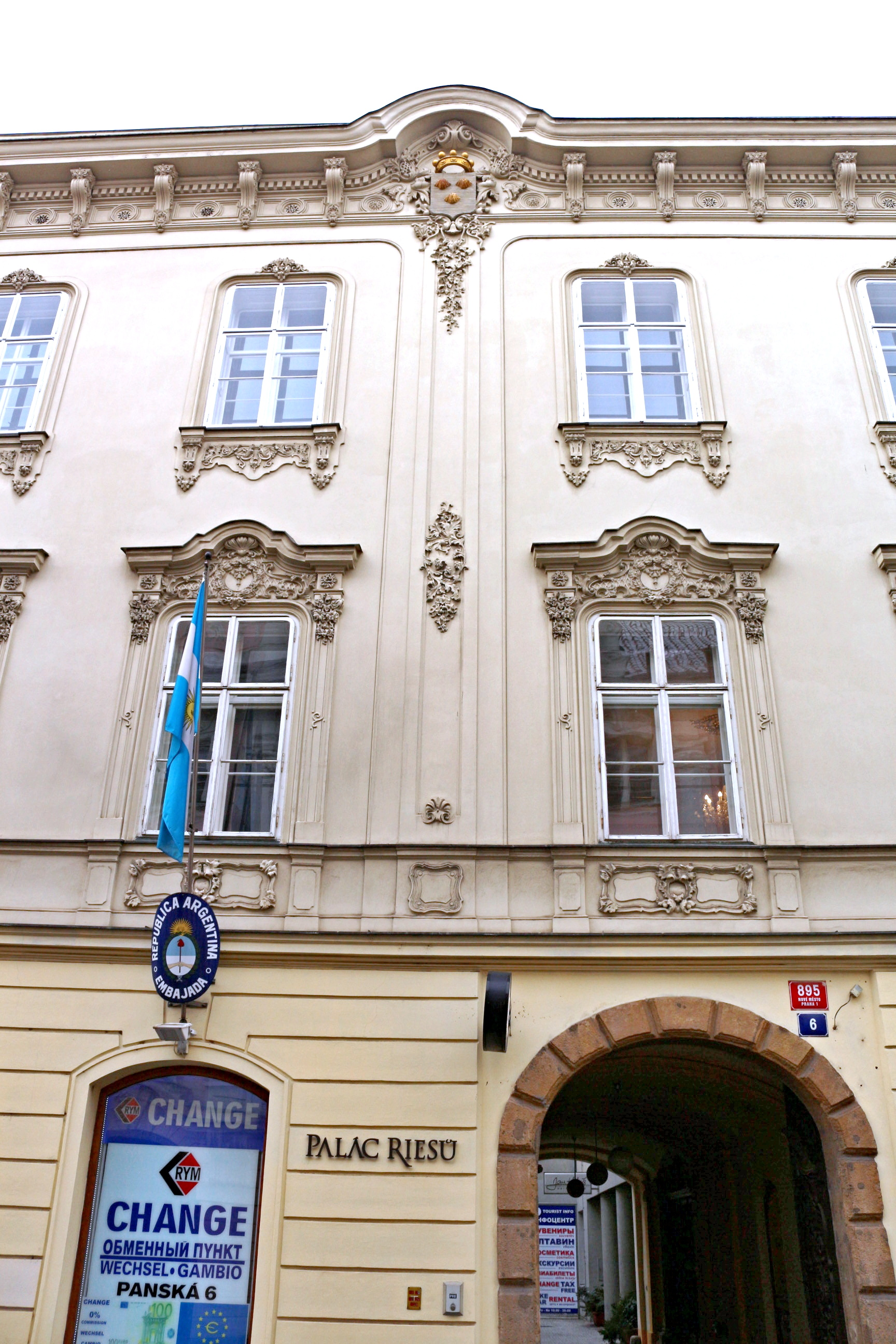
Průčelí pražského paláce Riesů ze Stallburgu

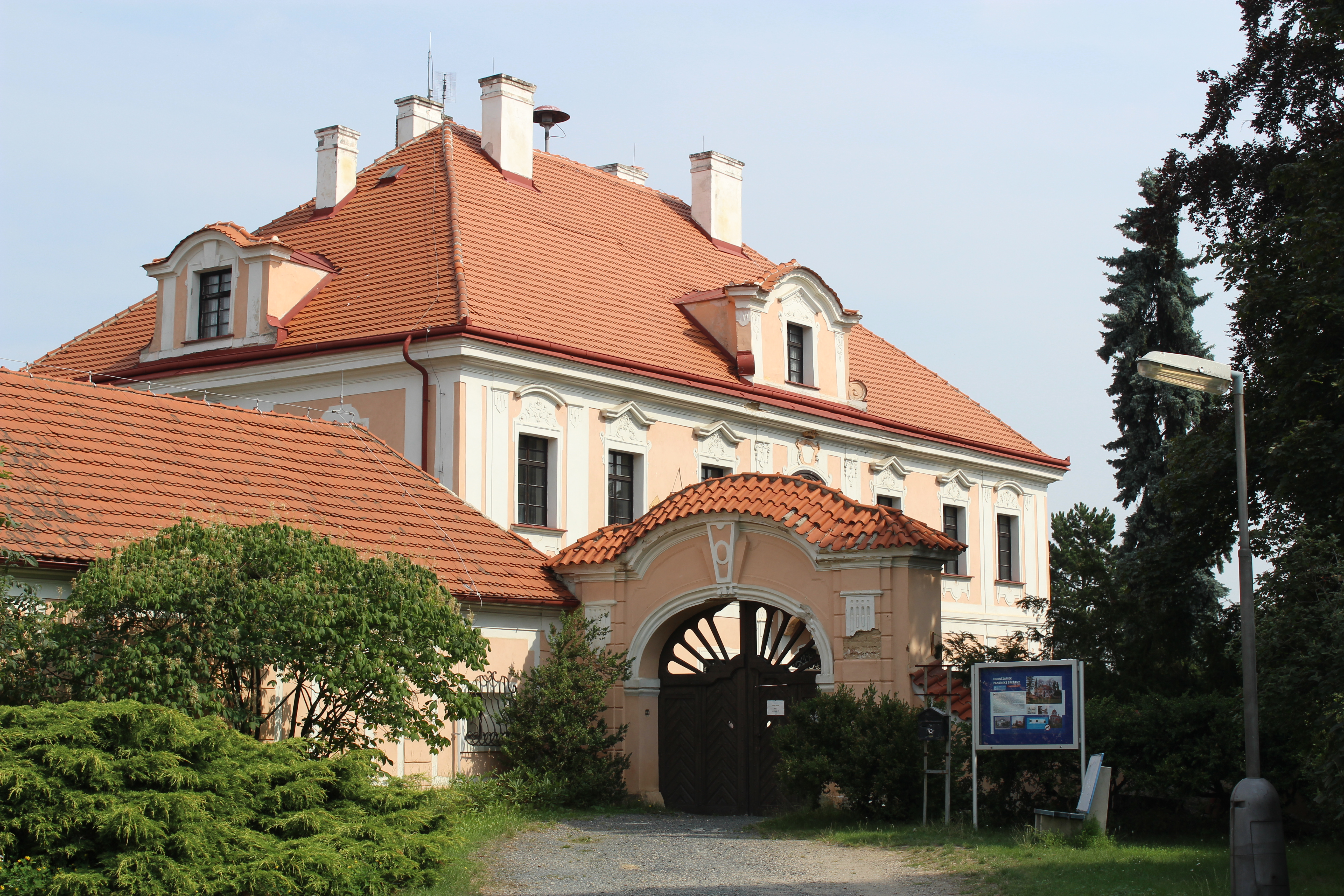
Horní zámek v Panenských Břežanech

Původ rodu sahá do konce 17. století do Hesenska (Allendorf, Giessen, Frankfurt n. M.)
V Praze vlastnili městský palác v Panské ulici.
Poslední členkou rodu Stallburgů byla Friederika von Stallburg (1751–1811). Ta se vdala za ovdovělého Johanna Friedricha von Riese (1745–1809), císařského radu a franfurtského senátora, poprvé ženatého s Amalií Wilhelminou von Glanburg.
V českých zemích vlastnili panství Novou Bystřici, Vodolku (Odolena Voda) a Panenské Břežany a nedaleké Chvatěruby. Dále Vojkov na Benešovsku a Blahotice u Slaného.

## Osobnosti rodu
Mezi významné osobnosti rodu patřili např.:
- Adolf von Riese-Stallburg (1822–1899) – rakouský šlechtic a politik
- Anton von Riese-Stallburg (1818–1899) – rakouský šlechtic a politik německé národnosti z Čech
- Matthias Friedrich von Riese-Stallburg (1787-1864) – rakouský šlechtic a podnikatel, majitel předbojského panství a Panenských Břežan, od 1828 řádným členem c. k. vlastenecko-hospodářské společnosti. První baron rodu v Českém království roku 1846 a to za zásluhy v oblasti agronomie.[1]
- Werner Friedrich von Riese-Stallburg (též Bedřich Werner Riese-Stallburg, 1815–1887) – rakouský šlechtic, podnikatel a politik německé národnosti z Čech, podílel se na nákupu polovičního podílu dolu Caroli u Slaného, který později zbankrotoval[2]

## Příbuzenství
Riesové ze Stallburgu se spojili s dalšími rody, např. Frauensteiny, Hochbergy z Hennersdorfu, Seebergy